# Anomalocarididae
Az Anomalocarididae a Dinocaridida osztályának és a Radiodonta rendjének egyik családja.

## Tudnivalók
Az Anomalocarididae-fajok kezdetleges állatok közé tartoznak. Az első kövületek a kambrium kori rétegből kerültek elő. A következő országokban találtak rájuk: Amerikai Egyesült Államok, Ausztrália és Kanada. Az Anomalocarididae-fajok voltak a kambrium kor legnagyobb állatai; az eddig felfedezett legnagyobb példány eléri az 1 méteres hosszt. Valószínűleg, többségük ragadozó életmódot folytatott.

## Rendszerezés
Korábban sok nem és faj tartozott ebbe az ősi ízeltlábú-családba, azonban az újabb kutatásoknak és átsorolásoknak a következtében már csak a névadó típusnem és talán még néhány másik taxon tartozik ide:
- Anomalocaris Whiteaves, 1892 - típusnem
- ?Cucumericrus Hou, Bergstrom & Ahlberg, 1995[3][4]
- ?Pambdelurion Budd, 1997[5][6]

## Fordítás
- Ez a szócikk részben vagy egészben  a   Radiodonta#Interrelationships című angol Wikipédia-szócikk ezen változatának fordításán alapul.  Az eredeti cikk szerkesztőit annak laptörténete sorolja fel. Ez a jelzés csupán a megfogalmazás eredetét és a szerzői jogokat jelzi, nem szolgál a cikkben szereplő információk forrásmegjelöléseként.